# Phoenix (Arizona)
Phoenix is de hoofdstad van de staat Arizona in het zuidwesten van de Verenigde Staten van Amerika. De stad is met 1.615.017 inwoners de grootste in de staat en de op vier na grootste in het land. Phoenix is de enige hoofdstad van een Amerikaanse staat die meer dan een miljoen inwoners telt. De agglomeratie, genaamd “Valley of The Sun”, telt naar schatting 4,95 miljoen inwoners. Phoenix is een van de snelst groeiende steden in de VS. De stad heeft een woestijnklimaat en ligt aan de noordoostelijke rand van de Sonorawoestijn.

## Geschiedenis
In de vallei van het toekomstige Phoenix waren welvarende nederzettingen van de Hohokamindianen rond de rivieren Salt, Verde en Gila. De indianen bouwden tussen 900 en 1300 een stelsel van kanalen van meer dan 300 kilometer om hun velden te irrigeren.
Jack Swilling, een geconfedereerde veteraan uit de Amerikaanse Burgeroorlog, stichtte de nederzetting in 1867 aan de Salt River. Ondanks het droge klimaat zag hij er mogelijkheden voor landbouw. Dit oorspronkelijke Phoenix lag zo'n zes kilometer ten oosten van het huidige stadscentrum. De nederzetting werd het jaar daarop op 4 mei 1868 erkend. In de jaren 70 groeide de nederzetting relatief snel uit tot een plaats van 2.453 inwoners in 1880.
Op 25 februari 1881 werd het met een bevolking van ongeveer 2.500 inwoners erkend als "stad". In 1889 werd Phoenix de hoofdstad van Arizona.
In 1903 werd gestart met de bouw van de eerste dam onder de National Reclamation Act (1902) van president Theodore Roosevelt. De dam, de Salt River Dam #1, werd opgeleverd in 1911 en diende zowel voor de opwekking van elektriciteit als voor de voorziening van drinkwater, een primeur in Amerika. Bij oplevering was het de grootste gemetselde dam ter wereld. In 1912 werd Arizona een staat; Phoenix bleef de hoofdstad.
In 1913 veranderde Phoenix het bestuur van de stad van een systeem met burgemeester en gemeenteraad naar een systeem met manager en gemeenteraad, een van de eerste vijf steden in de Verenigde Staten met deze vorm van stadsbestuur. Nadat Arizona een staat geworden was, begon de groei van Phoenix te versnellen. In 1920 telde de stad 29.053 inwoners.
In 1930 werd de Coolidge-dam op de rivier Gila geopend. Het voorgaande decennium was de bevolking van Phoenix meer dan verdubbeld tot 48.118 inwoners.
Tijdens de Tweede Wereldoorlog verschoof de economie van Phoenix naar die van een distributiecentrum met het begin van grootschalige industriële productie (toen in militaire benodigdheden). In de buurt van Phoenix waren drie militaire vliegvelden en twee grote trainingskampen voor piloten. Na de oorlog zouden veel militairen naar Phoenix terugkeren met hun gezin. Dat zorgde ervoor dat grote industriële bedrijven zich vestigden rond Phoenix. In 1948 koos Motorola Phoenix als plaats voor een nieuw R&D-centrum voor militaire elektronica. Later zouden Intel en McDonnell Douglas volgen. Tegen 1950 woonden er meer dan 150.000 mensen in Phoenix. De groei zou zich doorzetten in de jaren 50, voornamelijk dankzij de vooruitgang op het vlak van airconditioning. De grote groei van de stad vond voornamelijk ten noorden van het stadscentrum plaats, in overwegend blanke buurten. De hispanics en Afro-Amerikanen bleven in de zuidelijke buurten wonen, waardoor een zeer gesegregeerde stad ontstond. Tegen 1960 was het inwonertal van de stad toegenomen tot 439.170 inwoners, meer dan drie keer zoveel als in 1950.
Vanaf 2022 kreeg de stad een nieuwe economisch impuls door de bouw van nieuwe grote chipfabrieken.

## Demografie
8,1% van de bevolking is ouder dan 65 jaar en 25,4% bestaat uit eenpersoonshuishoudens. De werkloosheid bedraagt 2,9% (cijfers volkstelling 2000).
Ongeveer 34,1% van de bevolking van Phoenix bestaat uit hispanics en latino's, 5,1% is van Afrikaanse oorsprong en 2% van Aziatische oorsprong.
Het aantal inwoners steeg van 988.950 in 1990 naar 1.615.017 in 2016.

## Klimaat
Phoenix heeft volgens de klimaatclassificatie van Köppen een woestijnklimaat met hete zomers en milde winters. In januari is de gemiddelde temperatuur 12,0 °C, in juli is dat 34,2 °C. Jaarlijks valt er gemiddeld 194,6 mm neerslag (gegevens op basis van de meetperiode 1961–1990). Phoenix ligt in de uitlopers van de Sonorawoestijn.

## Verkeer en vervoer
Phoenix ligt aan de Interstate 10. De Interstate 17 verbindt Phoenix met Flagstaff in het noorden. De luchthaven Phoenix Sky Harbor International Airport ligt dicht bij het centrum van de stad en was in 2011 de op acht na drukste luchthaven in de Verenigde Staten, gemeten naar het aantal passagiers.

## Sport
- De Arizona Cardinals, het langst bestaande NFL team van de Verenigde Staten, speelt zijn thuiswedstrijden in Glendale.
- Phoenix is de thuisstad van de Phoenix Suns, een basketbalteam uit de NBA.
- Phoenix is tevens de thuisstad van de Arizona Diamondbacks, een honkbalteam dat uitkomt in de National League van het Major League Baseball. De Diamondbacks spelen hun wedstrijden in het Chase Field stadion.
- Het Phoenix Street Circuit is een stratencircuit in Phoenix waar tussen 1989 en 1991 werd gereden door de Formule 1.

## Overige kenmerken

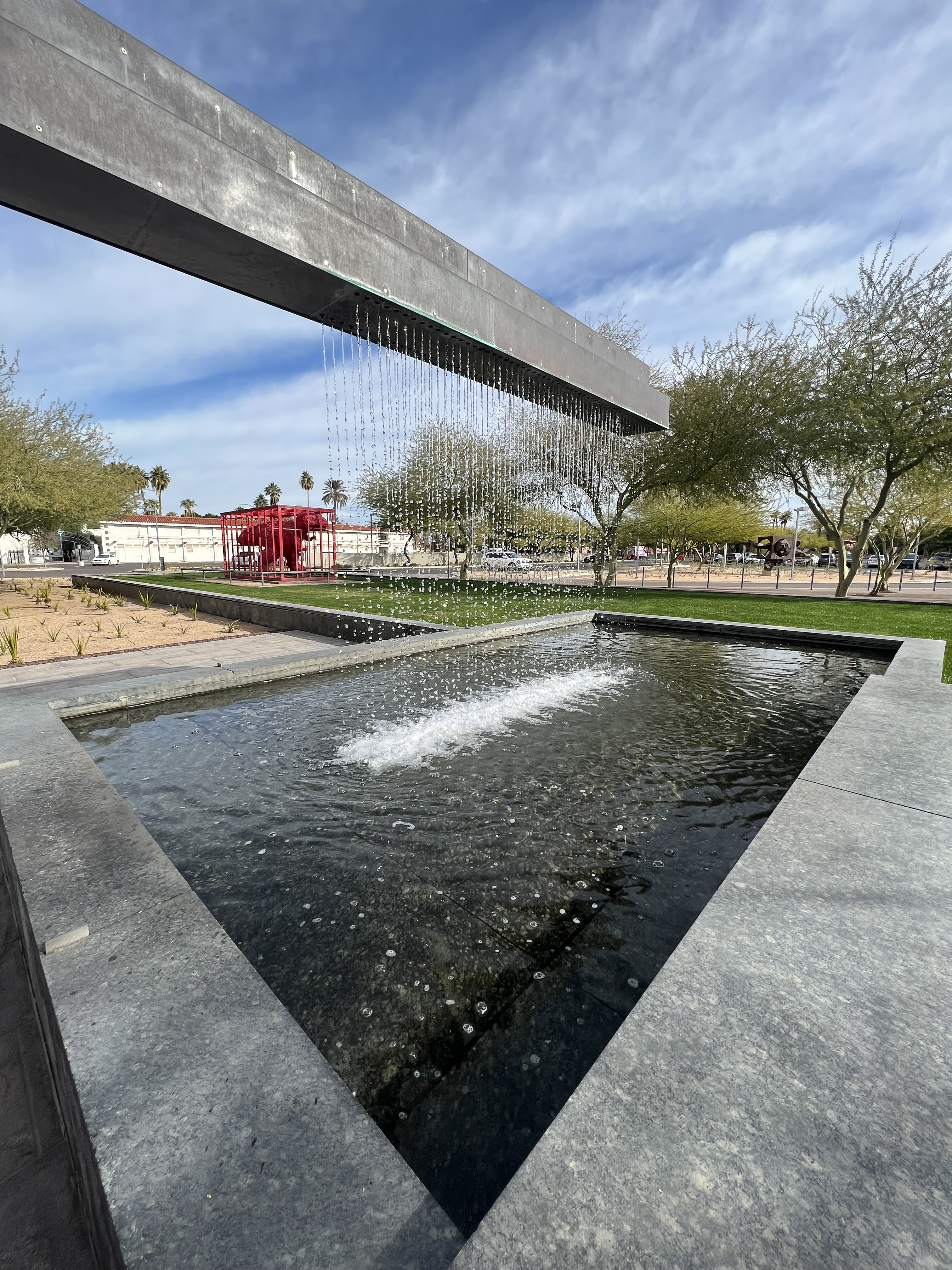
Phoenix Art Museum

- De Desert Botanical Garden is een botanische tuin, gespecialiseerd in woestijnplanten.
- De stad heeft talrijke grote musea, onder andere Phoenix Art Museum, Heard Museum, Arizona Science Center, Hall of Flame Firefighting Museum, Phoenix Museum of History, Phoenix Zoo, Musical Instrument Museum, Pueblo Grande Museum en Cultural Park en het Children's Museum of Phoenix.

## Ufo-incident
De Phoenix Lights (de "lichten boven Phoenix") waren een serie van massaal gerapporteerde waarnemingen van optische verschijnselen (in het algemeen niet-geïdentificeerde vliegende objecten) die zich op 13 maart 1997 voordeden in het luchtruim boven de Amerikaanse staten Nevada en Arizona en de Mexicaanse staat Sonora.

## Stedenbanden
- Calgary (Canada)
- Catania (Italië)
- Chengdu (China), sinds 1996
- Grenoble (Frankrijk)
- Hermosillo (Mexico)
- Himeji (Japan)
- Praag (Tsjechië)
- Ramat Gan (Israël)
- Taipei (Taiwan)

## Plaatsen in de nabije omgeving
De onderstaande figuur toont nabijgelegen plaatsen in een straal van 24 km rond Phoenix.